# Europäische Gebietskörperschaft Elsass
| Europäische Gebietskörperschaft Elsass Collectivité européenne d’Alsace (französisch) | Europäische Gebietskörperschaft Elsass Collectivité européenne d’Alsace (französisch) |
| ------------------------------------------------------------------------------------- | ------------------------------------------------------------------------------------- |
| Logo der Europäischen Gebietskörperschaft Elsass                                      | Wappen Elsass                                                                         |
| Basisdaten                                                                            |                                                                                       |
| Gründung                                                                              | 1. Januar 2021                                                                        |
| Amtssprache                                                                           | Französisch                                                                           |
| Regionalsprachen                                                                      | Niederalemannisch, Rheinfränkisch und Hochdeutsch, Welche                             |
| Hauptort                                                                              | Straßburg (Strasbourg)                                                                |
| Fläche                                                                                | 8280 km²                                                                              |
| Einwohnerzahl                                                                         | 1.920.462 (1. Januar 2021)                                                            |
| Bevölkerungsdichte                                                                    | 232 Einwohner je km²                                                                  |
| Départements                                                                          | Bas-Rhin (67), Haut-Rhin (68)                                                         |
| Arrondissements                                                                       | 9                                                                                     |
| Gemeindeverbände                                                                      | 42                                                                                    |
| Kantone                                                                               | 40                                                                                    |
| Gemeinden                                                                             | 880                                                                                   |
| ISO-3166-2-Code                                                                       | FR-6AE                                                                                |
| Präsident des Départementrates                                                        | Frédéric Bierry (LR)                                                                  |
| Webseite                                                                              | alsace.eu                                                                             |
| Karte                                                                                 |                                                                                       |
| Karte                                                                                 |                                                                                       |

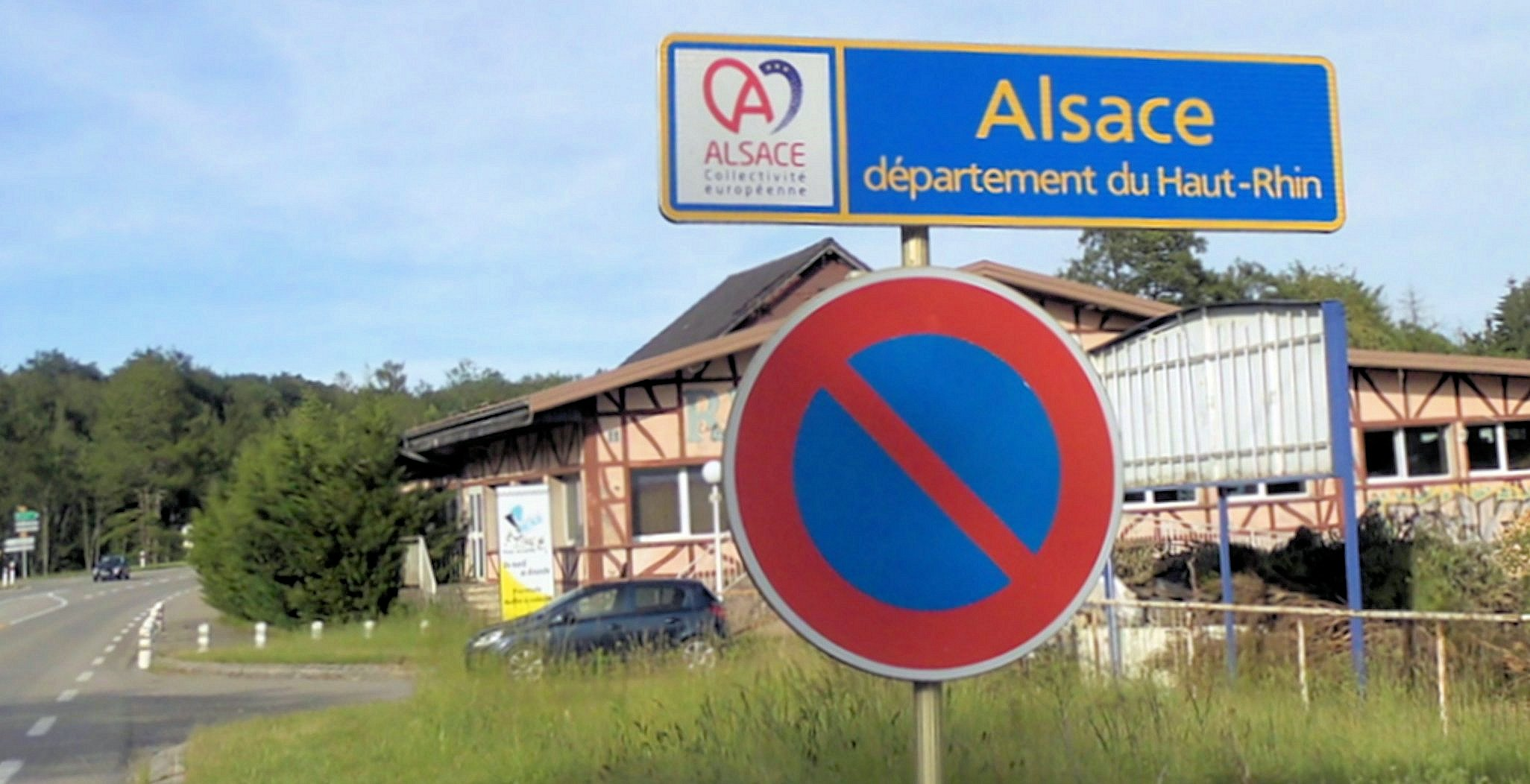
2020 neu aufgestelltes Schild an der Fernstraße D 483 bei Eteimbes (Das alte Elsass-Regionsschild war an dieser Stelle nie demontiert worden und ein Regionsschild „Grand Est“ wurde zwischen 2015 und 2020 nie aufgestellt.)

Die Europäische Gebietskörperschaft Elsass (französisch Collectivité européenne d’Alsace (CeA)) ist eine Gebietskörperschaft in Frankreich, die die beiden Verwaltungsdépartements Bas-Rhin und Haut-Rhin umfasst. Sie gehört zur Region Grand Est und hat ihren Sitz in Straßburg. Sie ist territorial identisch mit der vormaligen Region Elsass (bis 2015) und entspricht ungefähr der gleichnamigen historischen Landschaft. Sie wurde zum Jahresbeginn 2021 durch die Vereinigung der Gebietskörperschaften der beiden Départements Bas-Rhin und Haut-Rhin geschaffen und übt seitdem die Kompetenzen einer Gebietskörperschaft der Ebene der Départements aus, während die Präfekturen der beiden Départements getrennt bestehen geblieben sind.

## Geografie
Das Elsass grenzt im Norden an Rheinland-Pfalz, während im Osten der Rhein die Grenze zu Baden-Württemberg bildet. Im Süden grenzt das Elsass an die Schweizer Kantone Basel-Stadt, Basel-Landschaft, Solothurn und Jura. Im Westen grenzt es an die bis 2015 lothringischen Départements Moselle, Meurthe-et-Moselle und Vosges und an das Département Territoire de Belfort in der Region Bourgogne-Franche-Comté. Letzteres entstand 1871 durch die Abtretung von Elsaß-Lothringen an das Deutsche Reich im Frieden von Frankfurt; es gehört historisch zum elsässischen Sundgau, verblieb jedoch auf Grund der überwiegend französischen Bevölkerung und aus militärtaktischen Gründen (einfachere Grenzziehung) bei Frankreich. Diese Départementgrenzen von 1871 wurden trotzdem auch nach dem Wiederanschluss Elsaß-Lothringens an Frankreich 1919 nicht geändert.
Das heutige Elsass hat eine Nord-Süd-Ausdehnung von 190 Kilometern, während die West-Ost-Ausdehnung nur 50 Kilometer beträgt. Im Osten wird das Elsass durch den Rhein begrenzt, im Westen auf weiten Strecken durch den Hauptkamm der Vogesen. Im Norden sind Bienwald und Pfälzerwald markante begrenzende Landschaften, im Süden der Nordrand des Jura und im Südwesten, in der offenen Torlandschaft der Burgundischen Pforte, nähert sich die auf die Kriegsfolgen von 1871 zurückgehende Grenze an die Wasserscheide zwischen Rhône und Rhein an.
Die geologische Prägung der Region erfolgte hauptsächlich zwischen dem Präkambrium und dem Quartär.
Im Elsass finden sich folgende naturräumliche Haupteinheiten:
- Der überwiegende Teil wird von der Elsässischen Ebene, der (Plaine d’Alsace), eingenommen, die mit Breisgau und Ortenau auf der deutschen Rheinseite, sowie dem Petit und Grand Ried auf der französischen Seite den südlichen Teil des Oberrheingrabens bildet. Sie wird von der Ill durchflossen und ist vom Getreideanbau geprägt. Es gibt auch große Waldgebiete wie den Hagenauer Forst im Norden und den Harthwald im Süden. Neben weiten Ebenen treten zudem wellige bis hügelige Gegenden auf (beispielsweise Kochersberg nordwestlich von Straßburg, westlicher Sundgau und östliche Burgundische Pforte, Gebiet zwischen Hagenauer Wald und Bienwald).
- Im Westen wird das Landschaftsbild von den Vogesen (frz. Vosges) dominiert, die von den breiten Tälern der Illzuflüsse durchzogen sind. Hier findet man Hochweiden (Hautes Chaumes), die sich mit Wäldern abwechseln. Der Große Belchen (Grand Ballon) ist mit 1424 m der höchste Gipfel im Elsass und in den Vogesen. In Frankreich werden auch die Gebiete nördlich der Zaberner Senke zu den Vogesen gezählt (Vosges du Nord), sie bilden aber eine naturräumliche Einheit mit dem Pfälzerwald.
- Zwischen Ebene und Vogesen vermittelt (analog zum westlichen Schwarzwaldrand) eine schmale Vorbergzone. Typisch für dieses „Piemont der Vogesen“ ist der Weinbau, siehe Elsass (Weinbaugebiet).
- Mit dem Krummen Elsass im Nordwesten hat das Elsass einen Anteil am Pariser Becken.
- Ganz im Süden hat das Elsass auch noch Anteil am Jura (Pfirter Jura).

## Geschichte
Im Zuge der Reformen der Gebietskörperschaften wurde im Jahr 2015 die Fusion von mehreren französischen Regionen beschlossen, sodass ab dem 1. Januar 2016 die Zahl der Regionen von zuvor 22 auf 13 Regionen abnahm. Die ehemalige Region Elsass bildet seitdem gemeinsam mit den ehemaligen Regionen Lothringen und Champagne-Ardenne die neue Region Grand Est mit Sitz in Straßburg. Im Elsass, wie auch in anderen Landesteilen, begleiteten Proteste gegen die Fusionsbestrebungen den gesamten Umsetzungsprozess. Besonders kritisiert wurden die Auswirkungen der „Vereinnahmung“ des Elsass durch die Region Grand Est auf die regionale Identität, die Besonderheiten des Elsass und dessen grenzüberschreitende Orientierung hin zum Rhein. Darüber hinaus stellte sich auch die Frage des möglichen Verlusts des Status Straßburgs als regionale Hauptstadt sowie der „Marke Elsass“ für den Tourismusbereich.
Vor diesem Hintergrund stellten die Präsidenten der Departements Bas-Rhin und Haut-Rhin im Jahr 2018 das Projekt einer „Euro-Gebietskörperschaft Elsass“ (Eurocollectivité d’Alsace) vor. Ziel war es einerseits die Sichtbarkeit des Elsass zu stärken, andererseits auch zusätzliche Kompetenzen zu erlangen, um den besonderen Gegebenheiten des Elsass – insbesondere der Orientierung hin zum Rhein – Rechnung zu tragen. Kaum war die neue Gebietskörperschaft Elsass am 1. Januar 2021 offiziell in Kraft getreten, gab es Bestrebungen, aus der Region Grand Est auszutreten, besonders ihr Präsident Frédéric Bierry unterstützte dieses Vorhaben und es gelang ihm, am 15. Februar 2022 ein Referendum anzusetzen. Die anderen Mitglieder des Grand Est waren über diese Bestrebungen verärgert. Das Ergebnis der Abstimmung war eine Mehrheit von mehr als 90 % für den Austritt des Elsass bei einer Wahlbeteiligung von weniger als 10 %. Das Ergebnis ist unverbindlich.

## Logo
Das „A coeur“ ist das Logo der 2012 eingeführten Marke Elsass (frz.: Alsace). Es erinnert an eine Brezel oder einen traditionellen Kopfschmuck, der den Buchstaben A umgibt (für Alsace). Rot und Weiß sind die traditionellen Farben des Elsass. Zusammen mit den Wörtern Alsace und Elsass wird es auf den Kfz-Kennzeichen als Gebietskennzeichen verwendet. Das Logo der Europäischen Gebietskörperschaft Elsass enthält im rechten Herzbogen die blaue Farbe und die Sterne der Europaflagge. Die offiziellen Verkehrsschilder mit den Hinweisen „Alsace“ und „Département Bas-Rhin (oder Haut-Rhin)“ wurden im März 2021 angebracht.

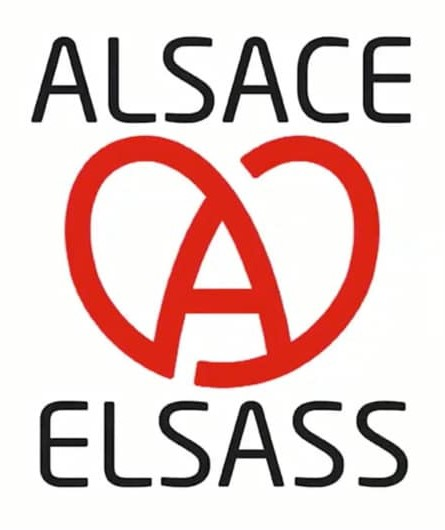
„Herz“-Logo auf Kfz-Kennzeichen.
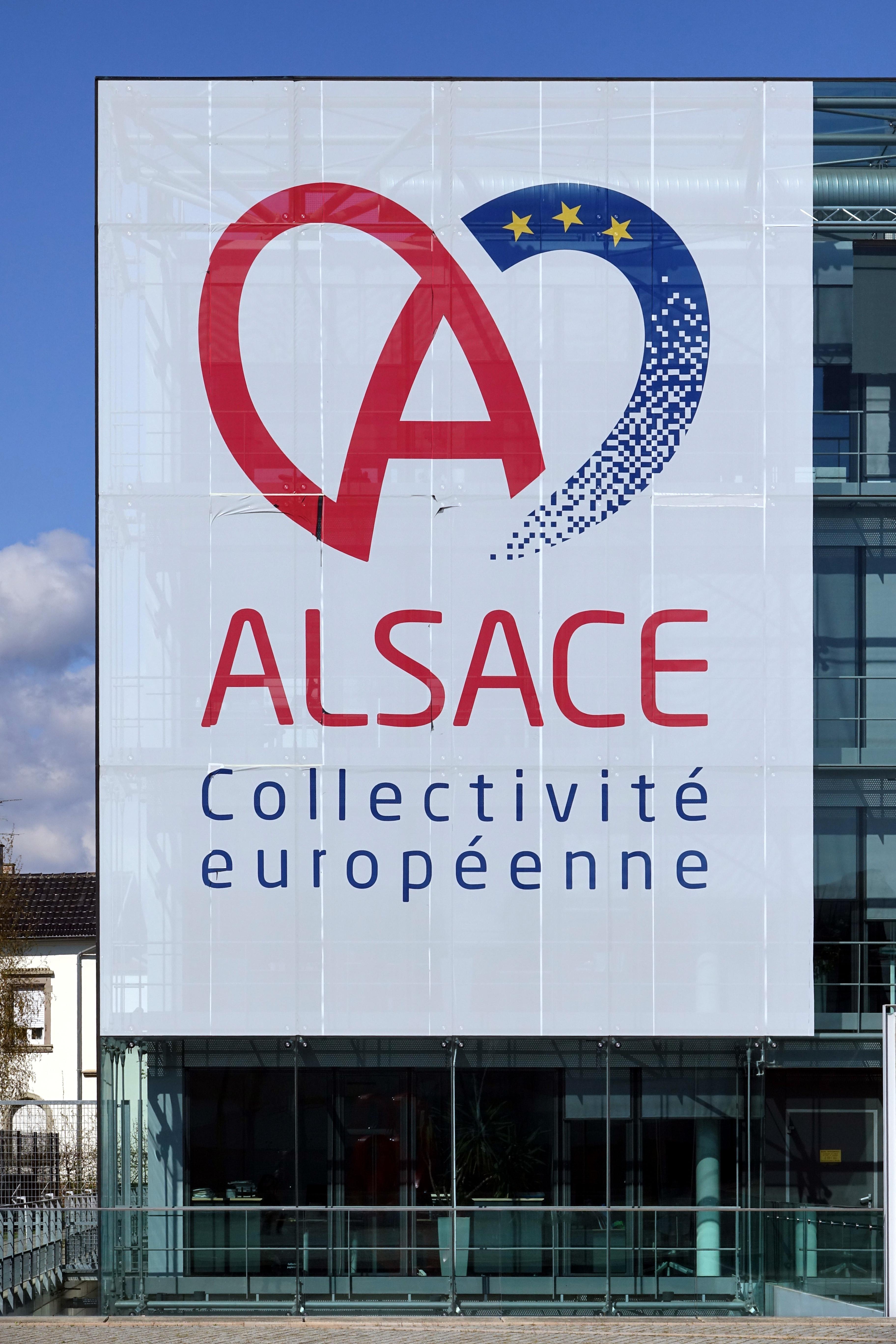
Logo der Europäischen Gebietskörperschaft Elsass
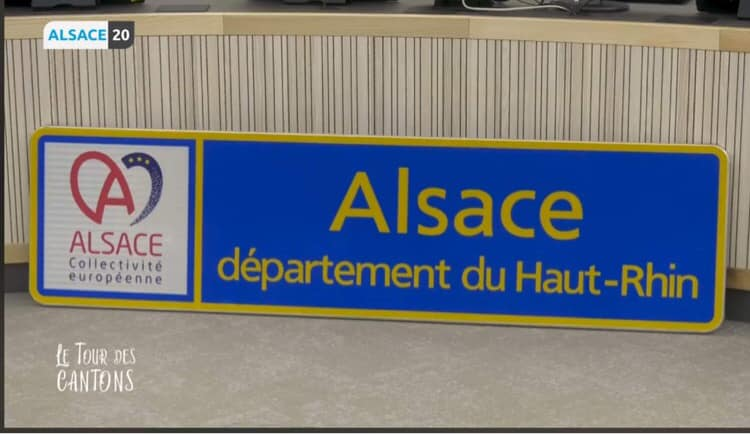
Offizielles Straßenschild der Europäischen Gebietskörperschaft Elsass.

## Kompetenzen
Das Gesetz Nr. 2019-816 vom 2. August 2019 über die Kompetenzen der europäischen Gebietskörperschaft Elsass (CeA) legt die in der Übereinkunft vom Oktober 2018 angesprochenen besonderen und zusätzlichen Kompetenzen für die CeA fest. Diese ergänzen die anderen Kompetenzen auf der Ebene der Départements, welche jedes französische Departement ausübt (Soziales, Arbeitsförderung, Kinderschutz, Departementstraßen, Sekundarstufe I, Feuerwehr, Naturschutz, ländliche Entwicklung, Kultur und Sport).

### Grenzüberschreitende Zusammenarbeit
Die CeA ist die federführende Gebietskörperschaft im Bereich der grenzüberschreitenden Zusammenarbeit. Sie erstellt einen „elsässischen Plan für grenzüberschreitende Zusammenarbeit“ (schéma alsacien de coopération transfrontalière – SACT), welches neben einem operationellen Kapitel mit strukturellen Projekten auch ein Kapitel zur grenzüberschreitenden Mobilität (insbesondere Straßen-, Wasser- und Schienenwege) sowie ein Kapitel zur grenzüberschreitenden Gesundheitskooperation enthalten soll. Der Ansatz des SACT beruht nicht auf den thematischen Zuständigkeiten der bisherigen Departements (z. B. Gesundheit ist eine staatliche Kompetenz), sondern auf einer Vision der grenzüberschreitenden Gebietsentwicklung und einer kohärenten Planung von grenzüberschreitenden Projekten. Das SACT muss sich dabei in den regionalen Plan für wirtschaftliche Entwicklung, Innovation und Internationalisierung der Region Grand Est einfügen (schéma régional de développement économique, d’innovation et d’internationalisation – SRDEII); der Plan für grenzüberschreitende Zusammenarbeit der Eurométropole de Strasbourg (schéma de coopération transfrontalière – SCT) ist dem SACT untergeordnet. Die CaA ist für die Koordinierung und Umsetzung des SACT zuständig. Der erste SACT muss bis spätestens 1. Januar 2023 erstellt werden. Zur Umsetzung der Projekte des SACT können Kompetenzen zwischen Gebietskörperschaften bzw. ihren Verbänden oder zwischen dem Staat und einer Gebietskörperschaft per Vereinbarung übertragen werden. Dies bedeutet konkret, dass das Gesetz den lokalen Akteuren Spielräume offen lässt und es somit zu Verhandlungen zwischen der CeA und den anderen Gebietskörperschaften kommen wird. Eine Erweiterung der bisherigen Zuständigkeiten der Départements Bas-Rhin und Haut-Rhin wäre somit denkbar, wenn die Kompetenzübertragungen für die grenzüberschreitende Zusammenarbeit relevant ist. Die Französische Republik kann der CaA die Verwaltung aller oder von Teilen der Maßnahmen aus dem Europäischen Sozialfonds (ESF) übertragen. Die CeA kann einen „Entwicklungsbeirat“ (Conseil de développement) gründen, der im Rahmen der Erstellung des SACT sowie in Bezug auf alle weiteren Fragen gegebenenfalls angehört wird. Seine Mitglieder stammen aus den Bereichen Wirtschaft, Soziales, Kultur, Bildung, Wissenschaft, Umweltschutz und der Zivilgesellschaft.

### Zweisprachigkeit
Die CeA kann auf ihrem Gebiet während der gesamten Schulbildungslaufbahn zusätzliche Unterrichtsstunden im Bereich „Regionale Kultur und Sprache“ anbieten und hierfür zweisprachige Lehrkräfte auf Vertragsbasis einstellen. Es wird ein strategischer Ausschuss unter Einbeziehung des Rektorats und der betroffenen Gebietskörperschaften gegründet, der sich mit Fragen des Deutschunterrichts im Elsass beschäftigt, das Erlernen der deutschen Sprache fördert (Hochdeutsch und Dialekt), den Deutschunterricht evaluiert und die Verzahnung mit Maßnahmen der Jugend- und Kulturpolitik sicherstellt.
Dies ist eine wichtige neue Zuständigkeit. In Frankreich werden die Lehrer vom staatlichen Rektorat eingestellt und die Schulprogramme sind ansonsten im gesamten Land einheitlich. Die Départements und später auch die CeA sind für Unterhalt und Bereitstellung der Gebäude, des Materials, der Mensa und des nicht lehrenden Personals in den Collèges (Sekundarstufe I) zuständig. Die Gemeinden und die Region haben vergleichbare Zuständigkeiten für die Grundschulen bzw. die Lycées (Sekundarstufe II).

### Tourismus
Die CeA übernimmt die Koordinierung der Maßnahmen der Gebietskörperschaften und anderer beteiligter Akteure im Bereich Tourismus – vor dem Hintergrund des regionalen Plans für Tourismus- und Freizeitentwicklung der Region Grand Est (schéma régional de développement de tourisme et des loisirs). Weiterhin darf die CEA die touristische Attraktivität des Elsass innerhalb und außerhalb Frankreichs fördern und bewerben.

### Gesellschaft
Sport- und Kulturvereine sowie Berufsverbände dürfen (erneut) Gremien und Strukturen auf der Ebene des Elsass einrichten.

### Verkehr
Der CeA werden alle Nationalstraßen und Autobahnen auf ihrem Gebiet übertragen, mit Ausnahme der Nationalstraßen auf dem Gebiet der Eurométropole de Strasbourg, die an diese übertragen werden (Stichtag: 1. Januar 2021). Diese Übertragung schließt alle mit den Nationalstraßen zusammenhängenden Flächen sowie die hierfür eingesetzten Beschäftigten mit ein.

### Mögliche Einführung von Straßennutzungsgebühren
Die französische Regierung hat in einem Zeitraum von 18 Monaten nach der Verabschiedung des Gesetzes die Möglichkeit auf dem Wege der Verordnung eine spezifische Straßennutzungsgebühr zur Steuerung des Lastverkehrs auf den Verkehrsachsen der CeA einzurichten.